# Lijst van hockeyinterlands Denemarken - Nederland (mannen)
Deze lijst van hockeyinterlands is een overzicht van alle hockeywedstrijden tussen de nationale teams van Denemarken en Nederland bij de mannen.
Denemarken en Nederland hebben negen keer tegen elkaar gespeeld. De eerste ontmoeting was een vriendschappelijke wedstrijd op 15 mei 1932 in Kopenhagen. Het laatste duel vond op 21 september 1970 plaats in Brussel tijdens het Europees kampioenschap.

## Wedstrijden

### Competitie
| № | Plaats  | Datum             | Competitie | Wedstrijd              | Uitslag | Doelpuntenmakers                                                                              |
| - | ------- | ----------------- | ---------- | ---------------------- | ------- | --------------------------------------------------------------------------------------------- |
| 3 | Londen  | 2 augustus 1948   | OS 1948    | Nederland – Denemarken | 4 - 1   | Bromberg, Kruize 2, Boerstra                                                                  |
| 7 | Rome    | 3 september 1960  | OS 1960    | Denemarken – Nederland | 2 - 4   | 1-0: Guldbrandsen; 1-1, 1-2, 1-3: Van Erven Dorens; 2-3: Kristoffersen; 2-4: Van Erven Dorens |
| 9 | Brussel | 21 september 1970 | EK 1970    | Nederland – Denemarken | 0 - 0   |                                                                                               |

### Vriendschappelijk
Alle, door de KNHB erkende, vriendschappelijke wedstrijden vanaf 1908.
| № | Plaats     | Datum           | Competitie        | Wedstrijd              | Uitslag | Doelpuntenmakers |
| - | ---------- | --------------- | ----------------- | ---------------------- | ------- | ---------------- |
| 1 | Kopenhagen | 15 mei 1932     | Vriendschappelijk | Denemarken - Nederland | 4 - 0   | ?                |
| 2 | Amsterdam  | 31 mei 1947     | Vriendschappelijk | Nederland – Denemarken | 0 - 2   | ?                |
| 4 | Kopenhagen | 4 juni 1949     | Vriendschappelijk | Denemarken - Nederland | 0 - 0   |                  |
| 5 | Amsterdam  | 8 oktober 1950  | Vriendschappelijk | Nederland – Denemarken | 0 - 1   | ?                |
| 6 | Brussel    | 30 oktober 1954 | Vriendschappelijk | Nederland – Denemarken | 0 - 0   |                  |
| 8 | Kopenhagen | 1 juni 1968     | Vriendschappelijk | Denemarken – Nederland | 0 - 1   | ?                |

## Samenvatting
| Competitie             | Totaal gespeeld | Winst Denemarken | Gelijk | Winst Nederland |
| ---------------------- | --------------- | ---------------- | ------ | --------------- |
| Olympische Spelen      | 2               | 0                | 0      | 2               |
| Europees kampioenschap | 1               | 0                | 1      | 0               |
| Vriendschappelijk      | 6               | 3                | 2      | 1               |
| Totaal                 | 9               | 3                | 3      | 3               |

| Doelsaldo | Denemarken | Nederland |
| --------- | ---------- | --------- |
|           | 10         | 9         |